# Mikael Anderson
Mikael Neville Anderson (Reykjavík, 1º luglio 1998) è un calciatore islandese con cittadinanza danese di origini giamaicane, centrocampista o attaccante del Djurgården.

## Caratteristiche tecniche
È un'ala sinistra.

## Carriera

### Club
Cresciuto calcisticamente tra l'AGF e la squadra islandese del Reynir Sandgerdi, Mikael si trasferì al FC Midtjylland all'età di 14 anni, entrando a far parte del settore giovanile del club. Nello stesso periodo fu invitato a sostenere un provino con l'Aston Villa.
Dopo una stagione 2015-2016 positiva con la formazione Under-19, fu promosso in prima squadra insieme ad altri sette compagni, ottenendo un contratto da professionista a tempo pieno. Nell'agosto 2016 il Midtjylland gli offrì un contratto quinquennale che inizialmente non accettò; l'accordo fu comunque firmato nell'ottobre dello stesso anno. Rientrò in campo nel novembre successivo, dopo un infortunio al ginocchio durato sei mesi. Debuttò ufficialmente in Superligaen il 1º dicembre 2016, in occasione del match di campionato perso 2-1 contro il Silkeborg.
Il 31 agosto 2017 fu ceduto in prestito al Vendsyssel FF, squadra della 1. Division danese, per il resto della stagione. Contribuì alla storica promozione del club in Superliga, segnando il gol decisivo nella vittoria per 2-1 contro il Lyngby BK.
Il 2 luglio 2018 fu nuovamente ceduto in prestito, questa volta all'Excelsior Rotterdam, militante in Eredivisie, massimo campionato olandese.
Rientrato al Midtjylland per la stagione 2019-2020, fu convocato per la prima gara della nuova annata contro l'Esbjerg fB. Entrato nei minuti finali dell'incontro, realizzò la rete decisiva che valse la vittoria per 1-0.
Il 1º settembre 2021 fece ritorno all'AGF, firmando un contratto valido fino a giugno 2026. È rimasto in biancoblù per quattro stagioni, durante le quali ha totalizzato complessivamente 121 presenze ufficiali, 18 gol e altrettanti assist.
Il 26 giugno 2025, gli svedesi del Djurgården hanno ufficializzato l'acquisto del giocatore con un contratto fino al 2029.

### Nazionale
Ha giocato sia nelle nazionali giovanili islandesi che in quelle danesi. Nel 2019 ha esordito nella nazionale maggiore islandese.

## Statistiche

### Presenze e reti nei club
Statistiche aggiornate al 2 agosto 2018.
| Stagione           | Squadra            | Campionato         | Campionato | Campionato | Coppe nazionali | Coppe nazionali | Coppe nazionali | Coppe continentali | Coppe continentali | Coppe continentali | Altre coppe | Altre coppe | Altre coppe | Totale | Totale | Totale |
| Stagione           | Squadra            | Comp               | Pres       | Reti       | Comp            | Pres            | Reti            | Comp               | Pres               | Reti               | Comp        | Pres        | Reti        | Pres   | Reti   |        |
| ------------------ | ------------------ | ------------------ | ---------- | ---------- | --------------- | --------------- | --------------- | ------------------ | ------------------ | ------------------ | ----------- | ----------- | ----------- | ------ | ------ | ------ |
| 2016-2017          | Midtjylland        | SL                 | 2          | 0          | CD              | 1               | 0               |                    | -                  | -                  |             | -           | -           | 3      | 0      |        |
| 2017-2018          | Vendsyssel         | 1D                 | 18+2       | 5+2        | CD              | 0               | 0               |                    | -                  | -                  |             | -           | -           | 20     | 7      |        |
| 2018-2019          | Excelsior          | E                  | 18         | 1          | CO              | 0               | 0               |                    | -                  | -                  |             | -           | -           | 18     | 1      |        |
| 2019-2020          | Midtjylland        | SL                 | 31         | 4          | CD              | 0               | 0               | UEL                | 2                  | 0                  |             | -           | -           | 33     | 4      |        |
| 2020-2021          | Midtjylland        | SL                 | 24         | 1          | CD              | 5               | 0               | UCL                | 8                  | 0                  |             | -           | -           | 37     | 1      |        |
| lug.-ago. 2021     | Midtjylland        | SL                 | 4          | 0          | CD              | 0               | 0               | UCL                | 1                  | 0                  |             | -           | -           | 5      | 0      |        |
| Totale Midtjylland | Totale Midtjylland | Totale Midtjylland | 59         | 5          |                 | 5               | 0               |                    | 11                 | 0                  |             | -           | -           | 75     | 5      |        |
| 2021-2022          | Aarhus             | SL                 | 20         | 5          | CD              | 1               | 0               |                    | -                  | -                  |             | -           | -           | 21     | 5      |        |
| 2022-2023          | Aarhus             | SL                 | 16         | 2          | CD              | 1               | 0               |                    | -                  | -                  |             | -           | -           | 17     | 2      |        |
| Totale Aarhus      | Totale Aarhus      | Totale Aarhus      | 36         | 7          |                 | 2               | 0               |                    | -                  | -                  |             | -           | -           | 38     | 7      |        |
| Totale carriera    | Totale carriera    | Totale carriera    | 135        | 20         |                 | 8               | 0               |                    | 11                 | 0                  |             | -           | -           | 154    | 20     |        |

### Cronologia presenze e reti in nazionale
| Cronologia completa delle presenze e delle reti in nazionale ― Islanda | Cronologia completa delle presenze e delle reti in nazionale ― Islanda | Cronologia completa delle presenze e delle reti in nazionale ― Islanda | Cronologia completa delle presenze e delle reti in nazionale ― Islanda | Cronologia completa delle presenze e delle reti in nazionale ― Islanda | Cronologia completa delle presenze e delle reti in nazionale ― Islanda | Cronologia completa delle presenze e delle reti in nazionale ― Islanda | Cronologia completa delle presenze e delle reti in nazionale ― Islanda |
| Data                                                                   | Città                                                                  | In casa                                                                | Risultato                                                              | Ospiti                                                                 | Competizione                                                           | Reti                                                                   | Note                                                                   |
| ---------------------------------------------------------------------- | ---------------------------------------------------------------------- | ---------------------------------------------------------------------- | ---------------------------------------------------------------------- | ---------------------------------------------------------------------- | ---------------------------------------------------------------------- | ---------------------------------------------------------------------- | ---------------------------------------------------------------------- |
| 14-11-2019                                                             | Istanbul                                                               | Turchia                                                                | 0 – 0                                                                  | Islanda                                                                | Qual. Euro 2020                                                        | -                                                                      | 85’                                                                    |
| 17-11-2019                                                             | Chișinău                                                               | Moldavia                                                               | 1 – 2                                                                  | Islanda                                                                | Qual. Euro 2020                                                        | -                                                                      | 55’                                                                    |
| 15-1-2020                                                              | Irvine                                                                 | Canada                                                                 | 0 – 1                                                                  | Islanda                                                                | Amichevole                                                             | -                                                                      | 89’                                                                    |
| 19-1-2020                                                              | Carson                                                                 | El Salvador                                                            | 0 – 1                                                                  | Islanda                                                                | Amichevole                                                             | -                                                                      | 61’                                                                    |
| 8-9-2020                                                               | Bruxelles                                                              | Belgio                                                                 | 5 – 1                                                                  | Islanda                                                                | UEFA Nations League 2020-2021 - 1º turno                               | -                                                                      | 72’                                                                    |
| 11-10-2020                                                             | Reykjavík                                                              | Islanda                                                                | 0 – 3                                                                  | Danimarca                                                              | UEFA Nations League 2020-2021 - 1º turno                               | -                                                                      | 45’                                                                    |
| 4-6-2021                                                               | Tórshavn                                                               | Fær Øer                                                                | 0 – 1                                                                  | Islanda                                                                | Amichevole                                                             | 1                                                                      | 62’ 84’                                                                |
| 8-6-2021                                                               | Poznań                                                                 | Polonia                                                                | 2 – 2                                                                  | Islanda                                                                | Amichevole                                                             | -                                                                      | 74’                                                                    |
| 5-9-2021                                                               | Reykjavík                                                              | Islanda                                                                | 2 – 2                                                                  | Macedonia del Nord                                                     | Qual. Mondiali 2022                                                    | -                                                                      | 60’                                                                    |
| 8-10-2021                                                              | Reykjavík                                                              | Islanda                                                                | 1 – 1                                                                  | Armenia                                                                | Qual. Mondiali 2022                                                    | -                                                                      | 81’                                                                    |
| 2-6-2022                                                               | Haifa                                                                  | Israele                                                                | 2 – 2                                                                  | Islanda                                                                | UEFA Nations League 2022-2023 - 1º turno                               | -                                                                      | 78’                                                                    |
| 6-6-2022                                                               | Reykjavík                                                              | Islanda                                                                | 1 – 1                                                                  | Albania                                                                | UEFA Nations League 2022-2023 - 1º turno                               | -                                                                      | 62’                                                                    |
| 9-6-2022                                                               | Serravalle                                                             | San Marino                                                             | 0 – 1                                                                  | Islanda                                                                | Amichevole                                                             | -                                                                      |                                                                        |
| 22-9-2022                                                              | Vienna                                                                 | Venezuela                                                              | 0 – 1                                                                  | Islanda                                                                | Amichevole                                                             | -                                                                      | 86’                                                                    |
| 27-9-2022                                                              | Tirana                                                                 | Albania                                                                | 1 – 1                                                                  | Islanda                                                                | UEFA Nations League 2022-2023 - 1º turno                               | 1                                                                      | 69’                                                                    |
| 16-11-2022                                                             | Kaunas                                                                 | Lituania                                                               | 0 – 0                                                                  | Islanda                                                                | Amichevole                                                             | -                                                                      | 62’                                                                    |
| 19-11-2022                                                             | Riga                                                                   | Lettonia                                                               | 0 – 0                                                                  | Islanda                                                                | Amichevole                                                             | -                                                                      | 74’ 76’                                                                |
| 23-3-2023                                                              | Zenica                                                                 | Bosnia ed Erzegovina                                                   | 3 – 0                                                                  | Islanda                                                                | Qual. Euro 2024                                                        | -                                                                      | 67’                                                                    |
| 26-3-2023                                                              | Vaduz                                                                  | Liechtenstein                                                          | 0 – 7                                                                  | Islanda                                                                | Qual. Euro 2024                                                        | -                                                                      | 46’                                                                    |
| 8-9-2023                                                               | Lussemburgo                                                            | Lussemburgo                                                            | 3 – 1                                                                  | Islanda                                                                | Qual. Euro 2024                                                        | -                                                                      | 79’                                                                    |
| 11-9-2023                                                              | Reykjavík                                                              | Islanda                                                                | 1 – 0                                                                  | Bosnia ed Erzegovina                                                   | Qual. Euro 2024                                                        | -                                                                      | 76’                                                                    |
| 13-10-2023                                                             | Reykjavík                                                              | Islanda                                                                | 1 – 1                                                                  | Lussemburgo                                                            | Qual. Euro 2024                                                        | -                                                                      | 85’                                                                    |
| 16-10-2023                                                             | Reykjavík                                                              | Islanda                                                                | 4 – 0                                                                  | Liechtenstein                                                          | Qual. Euro 2024                                                        | -                                                                      | 57’                                                                    |
| 21-3-2024                                                              | Budapest                                                               | Israele                                                                | 1 – 4                                                                  | Islanda                                                                | Qual. Euro 2024                                                        | -                                                                      | 78’                                                                    |
| 26-3-2024                                                              | Breslavia                                                              | Ucraina                                                                | 2 – 1                                                                  | Islanda                                                                | Qual. Euro 2024                                                        | -                                                                      | 87’                                                                    |
| 7-6-2024                                                               | Londra                                                                 | Inghilterra                                                            | 0 – 1                                                                  | Islanda                                                                | Amichevole                                                             | -                                                                      | 64’                                                                    |
| 10-6-2024                                                              | Rotterdam                                                              | Paesi Bassi                                                            | 4 – 0                                                                  | Islanda                                                                | Amichevole                                                             | -                                                                      | 62’                                                                    |
| 6-9-2024                                                               | Reykjavík                                                              | Islanda                                                                | 2 – 0                                                                  | Montenegro                                                             | UEFA Nations League 2024-2025 - 1º turno                               | -                                                                      | 77’                                                                    |
| 9-9-2024                                                               | Smirne                                                                 | Turchia                                                                | 3 – 1                                                                  | Islanda                                                                | UEFA Nations League 2024-2025 - 1º turno                               | -                                                                      | 46’                                                                    |
| 14-10-2024                                                             | Reykjavík                                                              | Islanda                                                                | 2 – 4                                                                  | Turchia                                                                | UEFA Nations League 2024-2025 - 1º turno                               | -                                                                      | 68’                                                                    |
| 6-6-2025                                                               | Glasgow                                                                | Scozia                                                                 | 1 – 3                                                                  | Islanda                                                                | Amichevole                                                             | -                                                                      | 72’                                                                    |
| 10-6-2025                                                              | Belfast                                                                | Irlanda del Nord                                                       | 1 – 0                                                                  | Islanda                                                                | Amichevole                                                             | -                                                                      | 62’                                                                    |
| Totale                                                                 |                                                                        | Presenze                                                               | 32                                                                     |                                                                        | Reti                                                                   | 2                                                                      |                                                                        |

## Palmarès

### Club

#### Competizioni nazionali
- Campionato danese: 1

Midtjylland: 2019-2020

### Nazionale
- Coppa del Baltico: 1

2022